# Teburoro Tito
Teburoro Tito (escrita moderna: Tiito, pronunciado Seetoh) (nascido em Tabiteuea, Ilhas Gilbert em 25 de agosto de 1953) foi o Presidente e ministro do exterior de Kiribati de 1 de outubro de 1994 a 28 de março de 2003. Ele foi eleito pela primeira vez em 1994, e reeleito em 1998 com 52% dos votos. Tito foi reeleito novamente em fevereiro de 2003 com 50,4% dos votos. Tito, entretanto, foi deposto pelo Parlamento em um voto não-confidencial apenas um mês após sua reeleição. Uma das principais razões para sua ejeção foi sua decisão de arrendar uma nave ATR-72-500 às custas do governo; em seis meses, este arrendamento custou oito milhões de dólares.
Tito, através de seus discursos nas Nações Unidas, entrevistas com a mídia internacional e sua ativa participação nas Conferências do Clima, iniciou o processo de ressaltação dos efeitos do aquecimento global em Kiribati e outras nações do Pacífico Sul.
Ele também moveu a Linha Internacional de Data em 1995, fazendo do seu país o primeiro a ver o nascer do sol nas comemorações da chegada do ano 2000.